# Али Абдулах Салих
Али Абдулах Салих (арап. علي عبدالله صالح; 21. март 1942 — 4. децембар 2017) је био јеменски фелдмаршал и бивши председник Републике Јемен. Био је први председник након уједињења Северног и Јужног Јемена (1990).
Салих је пре тога служио као председник Јеменске Арапске Републике (Северни Јемен) од 1978. до 1990. године, када је преузео дужност председника Председничког већа Јемена након уједињења. Представља најдуговечнијег председника Јемена, који је владао од 1978. до 2012. године.
Салих је потписао споразум Савета за заливску сарадњу у новембру 2011, чиме је омогућио свом потпредседнику да постане в. д. председника све до 21. фебруара 2012. године. На тај датум је потпредседник требало да преузме председничку дужност. Дана 22. јануара, јеменски је парламент изгласао закон којим се Салиху даје имунитет од кривичног прогона те је напустио Јемен како би се лечио у САД.
На почетку грађанског рата 2015. је јавно подржао Хуте, који су убрзо заузели главни град Сану. Након тога је тадашњи председник Хади напустио државу. Децембра 2017. године је јавно повукао своју подршку Хутима, и изјавио је да је отворен за преговоре са коалицијом држава предвођене Саудијском Арабијом, која је 2015. покренула војну акцију за враћање Хадија на власт. Два дана након јавног обраћања је на њега извршен атентат у предграђу Сане.